# Chalcopasta dysnoa
Chalcopasta dysnoa là một loài bướm đêm trong họ Noctuidae.